# Liste des cours d'eau de Terre-Neuve et du Labrador
La grande majorité des principaux cours d'eau (rivières et ruisseaux) du Labrador coulent directement vers l'Océan Atlantique.

## Côte du Labrador

### Bassins hydrographiques entre larivière Eclipseet labaie Groswater, au Labrador
- Mer du Labrador
  - Rivière Eclipse, se déversant dans le canal Eclipse
  - Rivière Komaktorvik, se déversant dans la baie des Sept Îles (Seven Islands)
  - Fjord Nachvak
    - Ruisseau Kogavsok
    - Rivière Palmer (Labrador)

  - Fjord Saglek
    - Ruisseau Nakvak

  - Fjord Hebron
    - Rivière Ikarut

  - Baie Okak
    - Ruisseau Siugak
    - Rivière North (baie Okak)
    - Ruisseau Ikinet

  - Baie Tasiuyak
    - Rivière Avakutak
      - Ruisseau Avakutak

    - Ruisseau Puttuaalu (via le lac Tasiuyak Tasialua, le lac Laura et le lac Frank)

  - Baie Webb reliée à Port Manvers
    - Ruisseau Webb

  - Baie Tikkoatokak
    - Rivière Kingurutik
    - Rivière Kamanatsuk

  - Baie de Nain
    - Rivière Fraser

  - Ruisseau Anaktalik
  - Baie Voisey
    - Ruisseau Reid
    - Ruisseau Ikadlivik
    - Ruisseau Toma
    - Ruisseau Konrad
    - Rivière Kogaluk
      - Ruisseau Side

  - Baie Merrifield
    - Rivière Notakwanon

  - Baie Sango
    - Ruisseau Sango

  - Baie Flowers
    - Rivière Flowers

  - Baie Big
    - Rivière Hunt

  - Baie Adlatok
    - Rivière Adlatok, se déversant à la fois dans la baie Adlatok et dans la baie Ugjoktok

  - Baie Kanairiktok
    - Rivière Kanairiktok

  - Baie Kaipokok
    - Rivière Kaipokok
      - Rivière Kaipokok-Branche Nord
      - Rivière Kaipokok-Branche Sud

  - Baie Makkovik
    - Ruisseau Makkovik

  - Anse Big
  - Baie Adlavik
    - Ruisseau Adlavik

  - Rivière Big

### Bassins hydrographiques entre labaie Groswateret labaie Goose, au Labrador
- Mer du Labrador
  - Baie Groswater
    - Ruisseau Tom Luscombe
    - Ruisseau Goose
    - Double Mer
    - Baie Mulligan
      - Rivière Mulligan

  - Lac Melville
    - Rivière Sebaskachu
    - Grand Lake
      - Rivière Naskaupi
        - Rivière Wine
        - Rivière Crooked

      - Rivière Susan
      - Rivière Beaver (Grand Lake, Labrador)
      - Rivière Cape Ribou

### Bassins hydrographiques de labaie Gooseet dufleuve Churchill, au Labrador
- Mer du Labrador
  - Baie Goose
    - Rivière Goose
      - Rivière Peters

  - Fleuve Churchill, se déversant dans la baie Goose
    - Ruisseau Lower (rivière Churchill)
    - Rivière Pinus
    - Rivière Hamilton
      - Rivière Cache

    - Rivière Minipi
    - Rivière Metchin
    - Rivière Valley
    - Rivière Inconnue (Unknown)
      - Rivière Julian

    - Rivière Elizabeth
    - Rivière Big
    - Rivière Shoal
    - Rivière Ashuanipi
      - Rivière Embarrassée
        - Rivière Summit

      - Rivière Shabogamo
        - Rivière Walsh

      - Rivière Miron
      - Rivière McPhadyen
      - Rivière Howells

    - Rivière Atikonak
      - Rivière Kepimits

  - Rivière Traverspine
  - Rivière Kenamu
    - Rivière Little Drunken
    - Rivière Salmon (Rivière Kenamu, Labrador)

  - Rivière Kenemich
  - Rivière English (Labrador)
- Baie Trunmore
  - Rivière North (Baie Trunmore)
    - Rivière Ayre

  - Baie Sandwich
    - Rivière White Bear
    - Rivière Eagle
    - Rivière Paradise
    - Rivière Dyke

  - Rivière Black Bear, se déversant dans la baie de l'Ours Noir (Black Bear)
  - Rivière Hawke se déversant dans la baie Hawke
    - Rivière Northwest Feeder
    - Ruisseau Main
      - Rivière Southwest Feeder

  - Baie Gilbert
    - Rivière Gilbert (Labrador)
    - Rivière Shinneys

  - Baie Alexis
    - Rivière Alexis

  - Baie St. Lewis
    - Rivière St. Lewis
    - Rivière St. Marys
    - Rivière St. Charles

### Rive Nord du détroit de Belle Isle (Golfe du Saint-Laurent), au Labrador
- Mer du Labrador
  - Détroit de Belle Isle
    - Baie Temple
      - Ruisseau Temple

    - Rivière Pinware
      - Rivière Lost

    - Ruisseau l’Anse au Loup
    - Ruisseau Forteau, se déversant dans la baie Forteau

### Liste des rivières du Labrador coulant vers le Québec
Par ordre de l'est vers l'ouest :
- Rivière Bujeault
- Ruisseau Chanion
- Rivière Saint-Paul
- Rivière Napetipi
- Rivière à la Mouche
- Rivière Saint-Augustin
  - Rivière Michaels
  - Rivière Matse
- Rivière du Petit Mécatina
  - Rivière Joir
- Rivière Natashquan
  - Rivière Mercereau
- Rivière Kachekaosipore
- Rivière Romaine dont la partie supérieure marque la frontière entre le Québec et le Labrador

## Île de Terre-Neuve

### Versant Sud de l'île de Terre-Neuve

#### Péninsule d'Avalon
Cours d'eau listés d'ouest en est :
- Golden Bay (Terre-Neuve)
  - Rivière Big Gulch
- Lance Cove
  - Rivière Lance
    - Ruisseau Great Bulch
    - Ruisseau Little Gulch
- Branch Cove
  - Rivière Branch
- Rivière Red Head
- Rivière Little Barachois
- Rivière Big Barachois
- Rivière Little Salmonier
- Bay Mary’s
  - Ruisseau North Harbour
- Colinet Harbour
  - Rivière Rocky
  - Rivière Colinet
- Baie Salmonier Arm
  - Rivière Salmonier
  - Rivière Little Harbour
- Baie Shoal
  - Rivière Shoal Bay
- Baie Mall
  - Ruisseau Mall Bay
- St Mary’s Harbour
  - Rivière Riverhead
- Holyrood Pond
  - Rivière Crossing Place
- Rivière Peter’s
- Ruisseau Gull Island
- Rivière Three Gully
  - Rivière Shores
- Rivière St Shotts
  - Rivière Old Sams
  - Rivière Tucker Bush
- Rivière Arnolds Cove
  - Rivière Saddle
- Baie Trepassey
  - Rivière Caplin Cove
  - Rivière Tartan Lane
  - Rivière Brown (Baie Trepassey)
  - Ruisseau Northwest
  - Ruisseau Northeast
  - Rivière Bar
  - Rivière Stoney, se déversant la baie Mutton
  - Rivière Biscay Bay
  - Ruisseau Back
  - Ruisseau Portugal Cove
  - Rivière Whalens
  - Rivière Wrights
  - Rivière Drook
  - Rivière Freshwater
- Rivière Bristy Cove
- Rivière Watern Cove
- Rivière Long Beach
- Rivière Cripple Cove

#### Côte est de Terre-Neuve – Océan Atlantique
Par ordre du nord au sud :
- Rivière Robertson Gully
- Ruisseau Pouch Cove Ouest
- Ruisseau Shoe Cove
- Ruisseau Half Moon
- Rivière Big
- Ruisseau Pond Island
- Ruisseau North Pond
- Ruisseau Kennedys
  - Ruisseau Soldiers
- Ruisseau Outer Cove
- Rivière Coakers
- Rivière Durkens
- Rivière Rennie
- Rivière Waterford
- Ruisseau Leamys
- Ruisseau Spear Bay
- Rivière Petty Harbour
- Rivière Yellow
- Rivière Queen
- Rivière The Spout
- Rivière Bald Head
- Rivière Broad Gully
- Rivière Gunridge
- Rivière Stanleys
- Rivière Bay Bulls
- Ruisseau Perrys
- Ruisseau Witless Bay
- Rivière Mobile
- Rivière La Manche
- Rivière Rearing Cove
- Rivière Horse Chops Pond
  - Rivière Birchy Hill
- Rivière Cape Broyle
  - Rivière North (rivière Cape Broyle)
  - Rivière Southern
- Rivière Beachy Cove
- Rivière Freswater
- Rivière Jeffreys
- Rivière Spout
- Rivière Aquaforte
- Ruisseau Old Woman
- Ruisseau Chance Cove
- Rivière Cape Race
- Rivière Freshwater on the Cape

#### Détroit de Belle-Isle - Terre-Neuve – Côte Nord-Ouest
Par ordre du nord au sud :
- Ruisseau Pincombes
- Rivière Bauline
- Décharge du Brocks Head Pond
- Rivière Main Millers Pond
  - Rivière Northeast Pond
    - Rivière Blast Hole Pond
- Ruisseau Voiseys
- Ruisseau Beachy Cove
- Ruisseau Goat Cove
- Rivière Broad Cove
- Ruisseau Horse Cove
- Rivière Topsail
- Rivière Manuels
- Ruisseau Conway
- Rivière Kelligrews
- Rivière Lower Gullies
- Rivière Upper Gully
- Rivière Seal Cove
- Ruisseau Quarry
- Rivière Mahers
- Rivière Walls
- Rivière Daniels
- Rivière Maloneys
- Rivière Avondale
- Rivière Colliers
- Rivière South
- Rivière North (détroit de Belle-Isle)
- Ruisseau Shearstown
- Ruisseau Ryans
- Rivière South
- Rivière Bannerman
- Rivière Mosquito
- Ruisseau Western Bay
- Ruisseau Echre Pit
- Ruisseau Northern Bay
- Rivière New Perlican

#### Péninsule nord de l'île de Terre-Neuve
- Rivière Castors
- Rivière East
- Rivière Torrent
- Rivière of Ponds
- Ruisseau Eastern (St Pauls Inlet, Terre-Neuve)
- Ruisseau Bakers
- Ruisseau Dear, se déversant dans l'Eastern Arm
- Rivière Lomond, se déversant dans l'East Arm
- Ruisseau Wallace
- Rivière Trout (Terre-Neuve)
- Rivière Gregory
- Ruisseau Lower Crabb
- Ruisseau Liverpool
- Ruisseau Goose Arm
  - Ruisseau Goose Arm North
- Ruisseau Old Mans
- Ruisseau Gillams
- Ruisseau Hughes
- Rivière Humber (Terre-Neuve)
- Ruisseau Corner
- Ruisseau Blow Me Down
- Ruisseau Riley’s
- Rivière Serpentine (Terre-Neuve)
- Rivière Little
- Rivière Fox Island

#### Baie Saint-George - Versant ouest de l'île de Terre-Neuve
- Ruisseau Romaines
- Rivière Saint-Georges (Terre-Neuve)
  - Rivière Little (rivière Saint-Georges, Terre-Neuve)
  - Ruisseau Bottom (rivière Saint-Georges, Terre-Neuve)
  - Rivière Harris (Terre-Neuve)
- Ruisseau Little Barachois (St George’s Bay, Terre-Neuve)
- Ruisseau Flat, se déversant dans le Flat Bay
- Ruisseau Fischells
  - Rivière Robinsons
- Rivière Middle Barachois
- Rivière Crables (Terre-Neuve)
  - Ruisseau Little Crabes (Terre-Neuve)
- Rivière Highlands
- Rivière Grand Codroy
  - Ruisseau Brooms
- Rivière Little Codroy
- Rivière Barachois (détroit de Cabot, Terre-Neuve)

#### Bassin versant de la baie Fortune - Versant ouest de l'île de Terre-Neuve
- Rivière Grand Bay
- Rivière Isle aux Morts
- Ruisseau Burnt Island
- Ruisseau Rose Blanche
- Ruisseau Northwest (Garia Bay, Terre-Neuve)
- Ruisseau Garia
- Rivière La Poile
- Ruisseau Roti
- Ruisseau Cinq Cerf
- Ruisseau Couteau
- Ruisseau Grandy
- Ruisseau Kings Harbour
- Ruisseau Baie de Loup
- Rivière White Bear (Terre-Neuve)
- Rivière Grey (Terre-Neuve)
- Ruisseau Morgan (Northwest Arm, Hare Bay, Terre-Neuve)
- Ruisseau Bottom (Facheux Bay, Terre-Neuve)
- Ruisseau d’Espoir (North Bay, Northern Arm, Terre-Neuve)
- Rivière Salmon (East Bay, Baie d’Espoir, Terre-Neuve)
- Ruisseau Southeast (Baie d’Espoir, Terre-Neuve)
- Rivière Conne, se déversant dans la baie d’Espoir
- Rivière Little (Baie d’Espoir, Terre-Neuve)
- Ruisseau Old, se déversant dans Old Bay
- Rivière Salmon (Baie Cinq Islands, Terre-Neuve)
- Ruisseau North West, se déversant dans North Bay
- Rivière Bay du Nord (Terre-Neuve)
- Ruisseau North West (East Bay, Terre-Neuve)
- Ruisseau North East (East Bay, Terre-Neuve)
- Ruisseau Rencontre, se déversant dans « Rencontre Harbour »
- Ruisseau Mal Bay, se déversant dans Tickle Harbour
- Rivière Long Harbour
  - Ruisseau Beaver (Long Harbour, Terre-Neuve)
  - Ruisseau Kane (Long Harbour, Terre-Neuve)
  - Ruisseau Schooner
- Ruisseau Southwest (Long Harbour, Terre-Neuve), se déversant dans le Long Harbour
- Ruisseau Grand Le Pierre, se déversant dans le « Grand Le Pierre Harbour »
- Ruisseau Terrenceville
- Ruisseau Ryle Barrisway
- Ruisseau Salmonier
- Ruisseau Sugarloaf, se déversant dans la Baie l’Argent
- Ruisseau Devil
- Rivière Garnish
- Ruisseau Muddy Hole
- Ruisseau Famine
- Ruisseau Little Barasway
- Ruisseau l’Anse au Loup, se déversant dans l’Anse au Loup Barasway
- Ruisseau Grand Bank

#### Versant ouest de l'île de Terre-Neuve - Golfe du Saint-Laurent
Cours d'eau listés du nord au sud :
- Ruisseau Lories
- Ruisseau Piercey
- Rivière Salmonnier, se déversant dans la baie Lamaline
- Rivière Lawn
- Rivière St Lawrence, se déversant dans le « Little St Lawrence Harbour »
- Ruisseau West, se déversant dans le « Southwest Arm »
- Ruisseau Tides, se déversant dans le « Southwest Arm »
- Rivière Rushoon, se déversant dans « Rushoon Harbour »
- Rivière Bay de l’Eau
- Ruisseau Cape Roger
- Rivière Black
- Rivière Paradise
  - Rivière Little Dunns
- Rivière Sandy Harbour
- Rivière Pipers Hole
- Rivière Black
- Rivière North Harbour
- Rivière Comme By Chance
- Ruisseau Jacks Pond
- Ruisseau Maturin
- Ruisseau Rottling
- Ruisseau Ship Harbour
- Rivière Northeast Arm
- Rivière Souheast
- Rivière Little Barasway
- Ruisseau Cuslett
- Ruisseau Muskrat